# 太虚法师舍利塔 (武汉市)
太虚法师舍利塔，位于中华人民共和国湖北省武汉市武昌区七一九研究所中，为释太虚去世后其舍利的一处安奉处，现为武汉市文物保护单位。

## 概述
该建筑为一座砖混结构舍利塔，整体分作塔身与基座两层覆钵。其虽外形类似于喇嘛塔形制，但不设须弥座。现塔位于七一九研究所中，该处早期为1922年太虚法师在武昌千家街设立的“武昌佛学院”，该学院为中国历史上第一所综合性佛学院。1947年太虚法师在上海圆寂，荼毗礼后所余舍利分别安奉于全国8处地方，该塔为其中之一。

## 文物保护
1998年5月27日，舍利塔被武汉市人民政府公布为第四批武汉市文物保护单位。
文物的保护范围：东、南、西三面分别至太虚塔基座以东、以南、以西各20米，北至茅蓬以北20米。
文物的建设控制地带：四周均至保护范围外30米。